# Pseudolatisternum pujoli
Pseudolatisternum pujoli là một loài bọ cánh cứng trong họ Cerambycidae.